# Amy Coney Barrett
Amy Vivian Coney Barrett (ur. 28 stycznia 1972 w Nowym Orleanie) – amerykańska prawniczka, sędzia federalna. W latach 2017–2020 była sędzią Sądu Apelacyjnego USA dla Siódmego Okręgu, od 27 października 2020 roku sprawuje urząd sędziego Sądu Najwyższego Stanów Zjednoczonych.
Pochodzi z rodziny o francusko-irlandzkich korzeniach. Jej ojciec był prawnikiem, a matka pracowała w szkole średniej (high school). W 1994 roku ukończyła literaturę na Rhodes College, a w 1997 uzyskała na Notre Dame Law School tytuł juris doctor cum laude. Po ukończonym doktoracie pracowała jako asystent prawny dla sędziego Sądu Apelacyjnego Stanów Zjednoczonych dla Dystryktu Kolumbii Laurence’a Silbermana (w latach 1997–1998), a następnie dla sędziego Sądu Najwyższego Stanów Zjednoczonych Antonina Scalii (w latach 1998–1999). Potem pracowała w prywatnej kancelarii prawnej. W 2001 roku objęła posadę na wydziale prawa Uniwersytetu George Washington University. W 2002 roku została profesorem prawa ustrojowego i sądownictwa federalnego USA na macierzystym Uniwersytecie Notre Dame. Jest zwolenniczką oryginalizmu (pogląd według którego Konstytucje USA oraz poprawki do niej powinno się interpretować w rozumieniu, jakie przejawiali ich autorzy bądź ratyfikujący) oraz tekstualizmu (pogląd wg którego teksty prawne powinno się stosować w sensie ścisłym).
W 1999 poślubiła kolegę ze studiów, Jessego M. Barretta, z którym ma siedmioro dzieci: pięcioro biologicznych i dwoje adoptowanych z Haiti. Ich najmłodsze biologiczne dziecko cierpi na zespół Downa. Jej mąż jest prokuratorem federalnym.
Barrett jest uważana za pobożną katoliczkę i wraz z rodziną należą do ekumenicznej i charyzmatycznej wspólnoty znanej jako People of Praise. Słynie ze swoich konserwatywnych poglądów dotyczących m.in. aborcji, imigracji, prawa do posiadania broni czy homoseksualizmu.
8 maja 2017 roku prezydent Donald Trump nominował ją do objęcia stanowiska sędziego Sądu Apelacyjnego Stanów Zjednoczonych dla Siódmego Okręgu. Senat USA po przesłuchaniu przez komisję sądownictwa wyraził zgodę na objęcie przez nią urzędu w głosowaniu stosunkiem 55 do 43 głosów (Republikanie i trzech Demokratów byli za). W trakcie przesłuchania przez komisję zdobyła pewną popularność w mediach i środowiskach konserwatywnych ze względu na zarzuty stawiane przez demokratów (senator Dianne Fenstein), iż jej poglądy religijne mogą utrudniać sprawowanie przez nią urzędu w sposób bezstronny.